# Sapogowo
Sapogowo (ukr. Сапогове) – wieś na Ukrainie w rejonie łuckim obwodu wołyńskiego.
Wieś duchowna położona w województwie wołyńskim była własnością archimandrytów żydyczyńskich w 1570 roku.
Do 2020 w rejonie kiwereckim. 